# Albert van der Weide (kunstenaar)

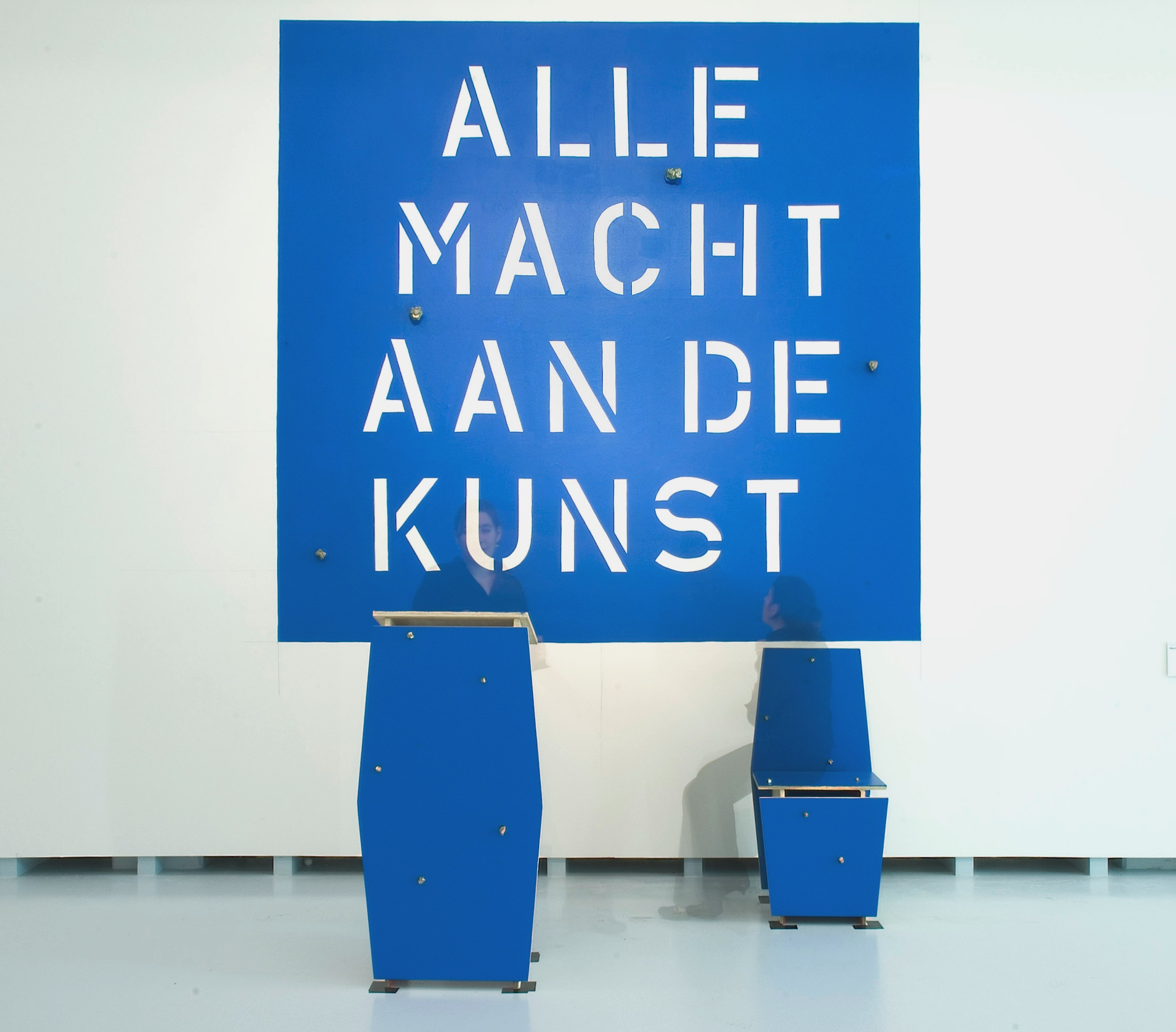
Alle macht aan de kunst (2009) (col. Museum Het Valkhof)

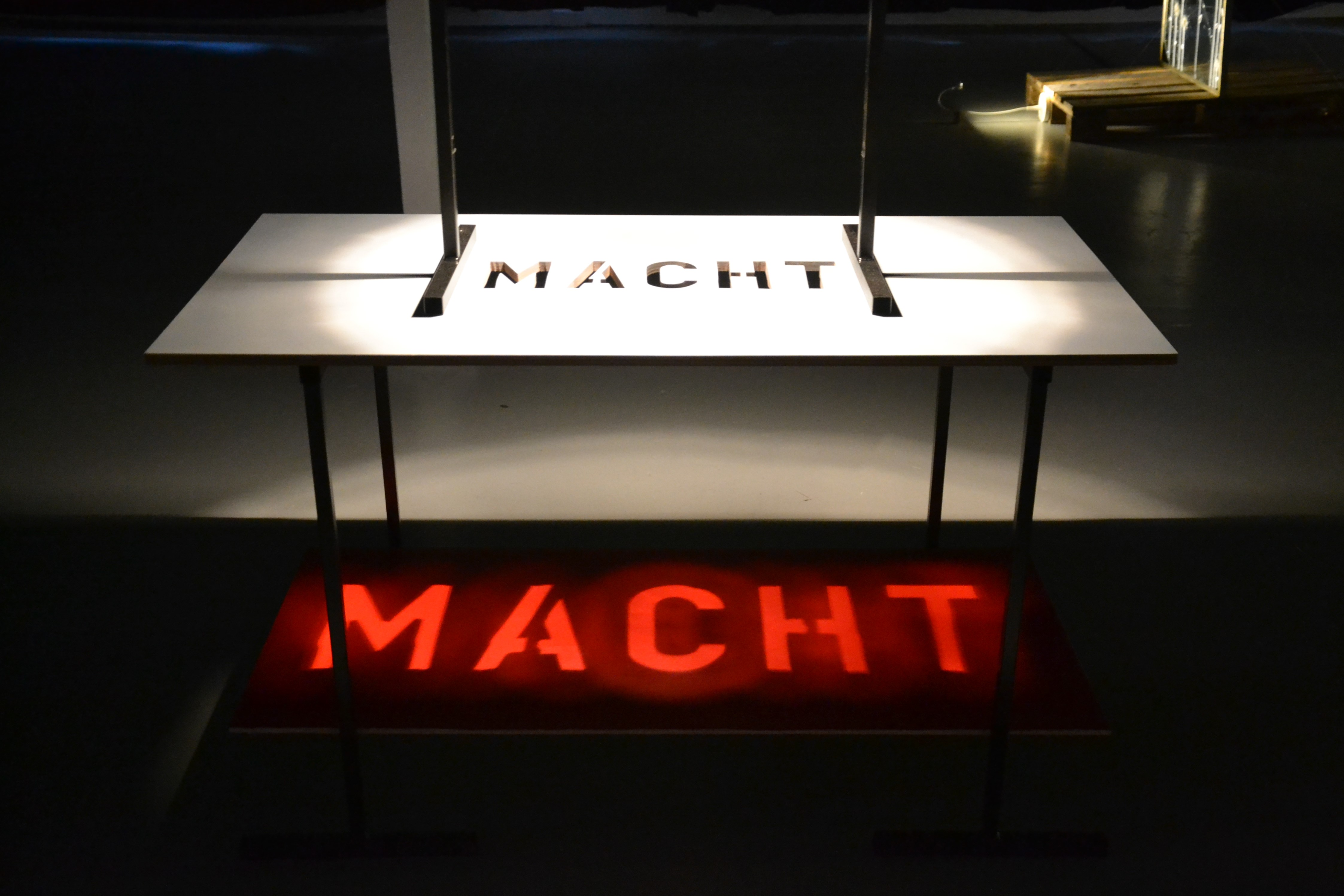
Macht (2018), GLOW Festival Eindhoven

Albert van der Weide (Meppel, 22 september 1949) is een beeldend kunstenaar, docent, curator, schrijver en was veertien jaar als bestuurder werkzaam in het hoger kunstonderwijs.

## Levensloop

### Opleiding
Van der Weide studeerde tussen 1970 en 1975 aan de Academie voor Beeldende Kunst in Arnhem. Behalve de beeldende vakken volgde hij hier ook lessen in mode en scenografie, wat terugkeert in zijn latere beroepspraktijk.

### Beeldende praktijk

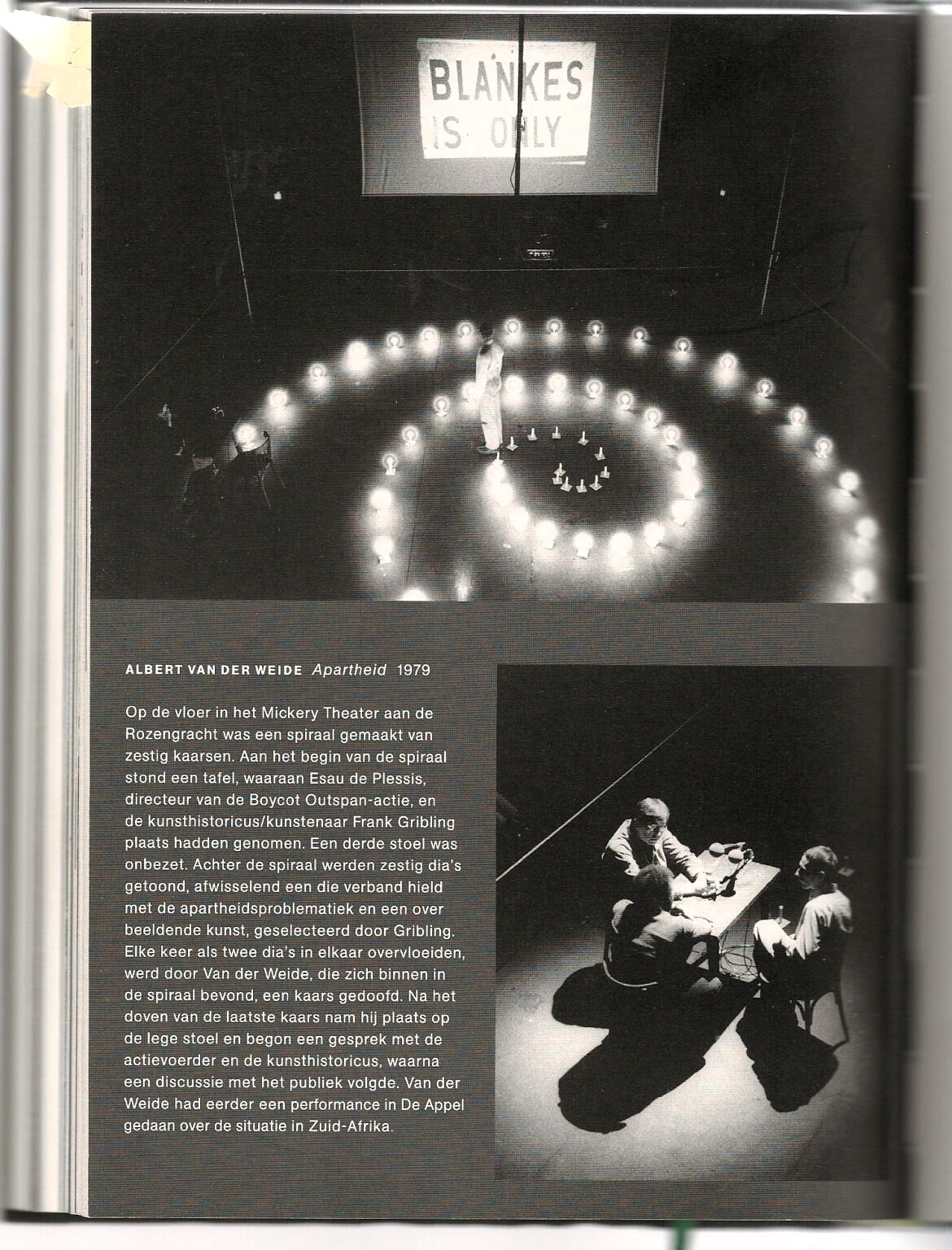
Performance 'Apartheid', Mickery TheaterAmsterdam i.s.m. Stichting de Appel 1979

In de eerste jaren na zijn afstuderen was hij vooral actief als ontwerper van affiches voor Gerakan Pattimura en de Boycot Outspan Actie, en als performancekunstenaar. Hierna ging hij zich toeleggen op installaties, veelal in series met titels als: Reflecties, Alle macht aan de kunst, Stars of the World, In Situ. Het ‘Alle macht aan de kunst’-thema in zijn werk keert regelmatig terug, onder andere in een door hem samengestelde multidisciplinaire tentoonstelling in 2019 voor Omstand in Arnhem. Belangrijk waren ook samenwerkingsprojecten, met beeldend kunstenaars in onder andere With & For / Shared Humanity (2006-2023), diverse projecten met componist Armeno Alberts, waaronder Het leven in 7 voor het Orgelpark in Amsterdam en met Introdans in Het Verlangen (1982), Het Lachen (1986-1987) en Lines (2013). Hij was één van de curatoren van de Nederlandse Kunststichting tentoonstelling Het persoonlijke is politiek in 1981. De laatste tien jaar legt hij zich ook toe op columns en TV blogs, zoals De constructie van de wereld voor Arnhem aan Zee en tekeningen, onder andere de serie 1006 Park Sonsbeek Tekeningen, onderdeel van een onderzoek naar de beleving en het gebruik van Park Sonsbeek te Arnhem in het jaar 2016/2017.

### Functies in het kunstonderwijs
Van 1981 tot 1990 was Van der Weide als docent, coördinator en Studium Generale medewerker verbonden aan de Academie voor Kunst en Industrie (AKI) in Enschede, waarna hij tot 1997 in vergelijkbare functies voor de Gerrit Rietveld Academie in Amsterdam werkte op de afdeling VAV (Voorheen Audio Visueel). In 1996 volgde zijn aanstelling als lid van het College van Bestuur aan deze academie, waar hij onder meer verantwoordelijk was voor onderwijsvernieuwing. Eind 1999 werd hij benoemd tot Dean van de Minerva Academie, de Masteropleiding Frank Mohr Instituut, beide in Groningen, en de Academie voor Popcultuur in Leeuwarden, alle drie behorend tot de Hanzehogeschool Groningen. Tussen 2006 en 2010 was hij Head of School of Fine Art aan de Willem de Kooning Academie in Rotterdam. Daarna bleef hij nog enkele jaren als docent aan deze kunstacademie verbonden. Van der Weide vervulde talloze bestuurs- en adviseursfuncties en gastdocentschappen in binnen- en buitenland.

### Functies in het openbaar bestuur
Van der Weide was in 1977 medeoprichter van kunstcentrum De Gele Rijder en jarenlang voorzitter van de tentoonstellingscommissie. Als bestuurder, jury- of commissievoorzitter was hij onder andere werkzaam voor het Materiaal Fonds (1986-2000), de Dooyewaard Stichting (2000-2006), het Fonds beeldende kunsten, vormgeving en bouwkunst (2001-2004), Edu-Art (2005-2014), Stichting KiK (2007-2011) en de Gerrit Benner Prijs (2004-2008).

## Werk in musea en andere openbare collecties (selectie)
Zijn beeldende werk, bestaande uit tekeningen, sculpturen, video’s, kunstenaarsboeken en fotodocumentatie van performances zijn opgenomen in de collecties van onder meer Museum Arnhem, de Provincie Gelderland, Algemene Spaarbank Den Haag, Aegon Kunstcollectie Den Haag, Rijksuniversiteit Utrecht, TextielMuseum Tilburg, Instituut Collectie Nederland, Kunstmuseum Den Haag, Academisch Medisch Centrum Amsterdam, Kröller-Müller Museum Otterlo, Museum Coda Apeldoorn, Centraal Museum Utrecht, Stedelijk Museum Amsterdam, Künstlerhaus Bethanien, Berlijn, Panstwowe Muzeum, Lublin (Polen), Muzeum Ziemi Pan Warschau; documentatie van zijn werk is opgenomen in de archieven van MoMA New York, RKD Den Haag, Documenta Kassel, Erfgoed Centrum Arnhem.

## Opdrachten voor werk in de openbare ruimte
Van der Weide voerde in het begin van zijn carrière ook een aantal monumentale werken uit, voor onder andere de Politieacademie in Apeldoorn, het Pinksterplein in Brummen, Ziekenhuis Rijnstate in Arnhem, de Thorbecke Scholengemeenschap in Utrecht, de Sociale Academie/Mikojel in Sittard, Stichting Mondial Tilburg en Stadsdeel de Baarsjes in Amsterdam.

## Werken (selectie)

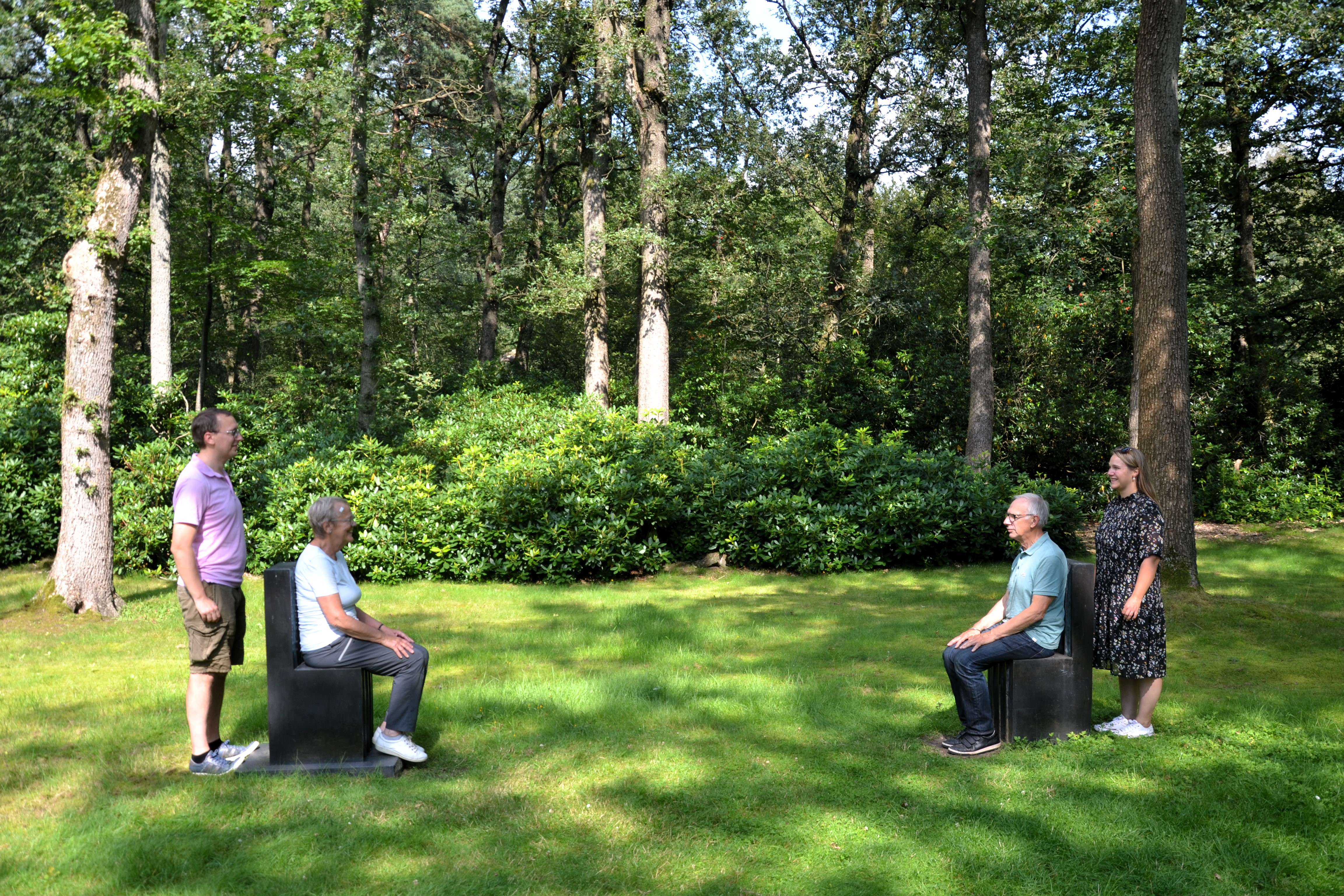
Moment (1997) (col. Kröller Müller Museum)

- Klappen voor de beroemde galeriekunstenaar, 1978, performance I AM, Remont Gallery Warschau
- Apartheid, 1979, performance, Mickery Theater/ De Appel Amsterdam
- Het Verlangen,1982, choreografie uitgevoerd door Introdans
- De plaats, 1983 (collectie Museum Arnhem)
- Het interieur, 1983, installatie
- Plaats van de arbeid, 1987, mixed media ruimtelijk werk (collectie TextielMuseum Tilburg)
- Het wachten, 1989 (collectie Rijksuniversiteit Utrecht)
- Moment, 1997 (collectie Rijksmuseum Kröller-Müller)
- Alle macht aan de kunst, 2006
- Force, 2010
- Lines, 2013, performance (choreografie Laurent Drousie en Jorge Pérez Martínez; uitgevoerd door Introdans)
- STARS, 2014
- FOOTPRINT, 2016/2024 met Amber Ambrose Aurèle
- These shoes are made for thinking, 2018 (met Jan Jansen voor Shoe Treasures)
- Macht, 2018, Glow Eindhoven

Omslagen en illustraties voor de romans van Peter W.J. Brouwer (2019 en2024)
- Albert & Sonsbeek, 1006 tekeningen, 2019 (collectie Museum Arnhem)

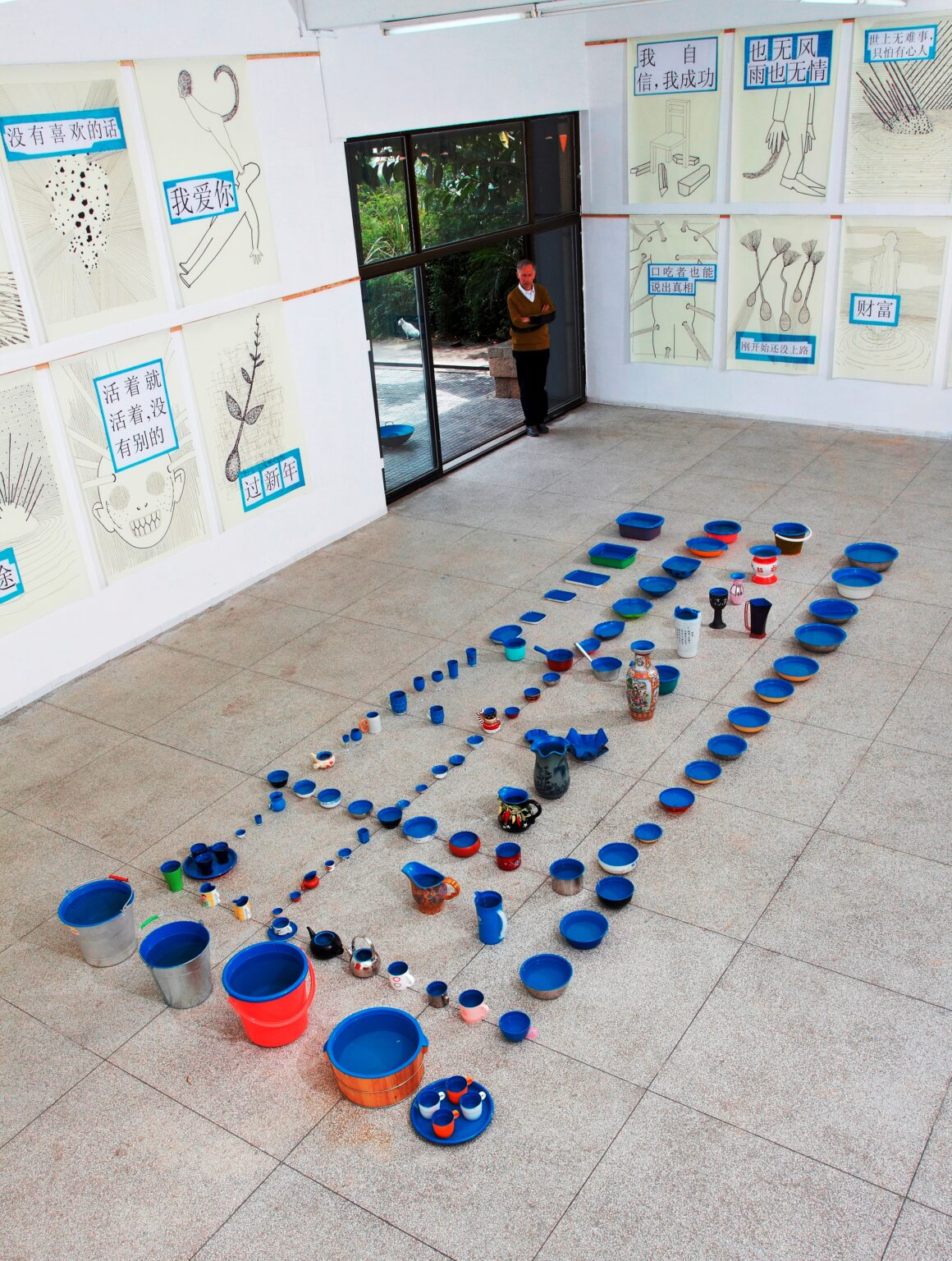
Force (2010), Chinese European Art Centre (CEAC), Xiamen

- Force (2010), Chinese European Art Centre (CEAC), XiamenDaily Power, 2022 (collectie Powerlong Museum Xiamen)

Daghig Farve/Daily Color, animatie, 2023 (met Rob Thuis)
- Voor de bondgenoten, 2024-2025

## Tentoonstellingen (selectie)
- 1977 Zuid-Afrika, De Appel Amsterdam
- 1978 Dom Kultury,Warschau / I AM Remont gallery
- 1979 Franklin Furnace, New York
- 1980 Works and Words, De Appel Amsterdam
- 1981 This Place Spotkania Krakowskie IX, Krakau
- 1982 Künstlerhaus Bethaniën, Berlijn
- 1985 Arboretum, Wageningen
- 1986 Alles is orde en schoonheid, De Appel Amsterdam
- 1988 TextielMuseum, Tilburg
- 1989 Beyond performance, Arti en Amicitiae Amsterdam
- 1992 Earth Flag Design. Global Solidarity, Poolse paviljoen Expo ’92 Sevilla Spanje
- 1992 Koninklijk Paleis, Kunsthal Rotterdam
- 1997- heden Opstelling Moment (interactieve sculptuur) in beeldentuin Kröller-Müller Museum Otterlo
- 2000 Reflex Gallery, Gotenburg
- 2009 Running Force, Museum Arnhem
- 2010 Force, Chinese European Art Center Xiamen
- 2011 Biënnale Gelderland - museum Het Valkhof, Nijmegen
- 2014 With & For, Apeejay University Jalandhar en New Delhi

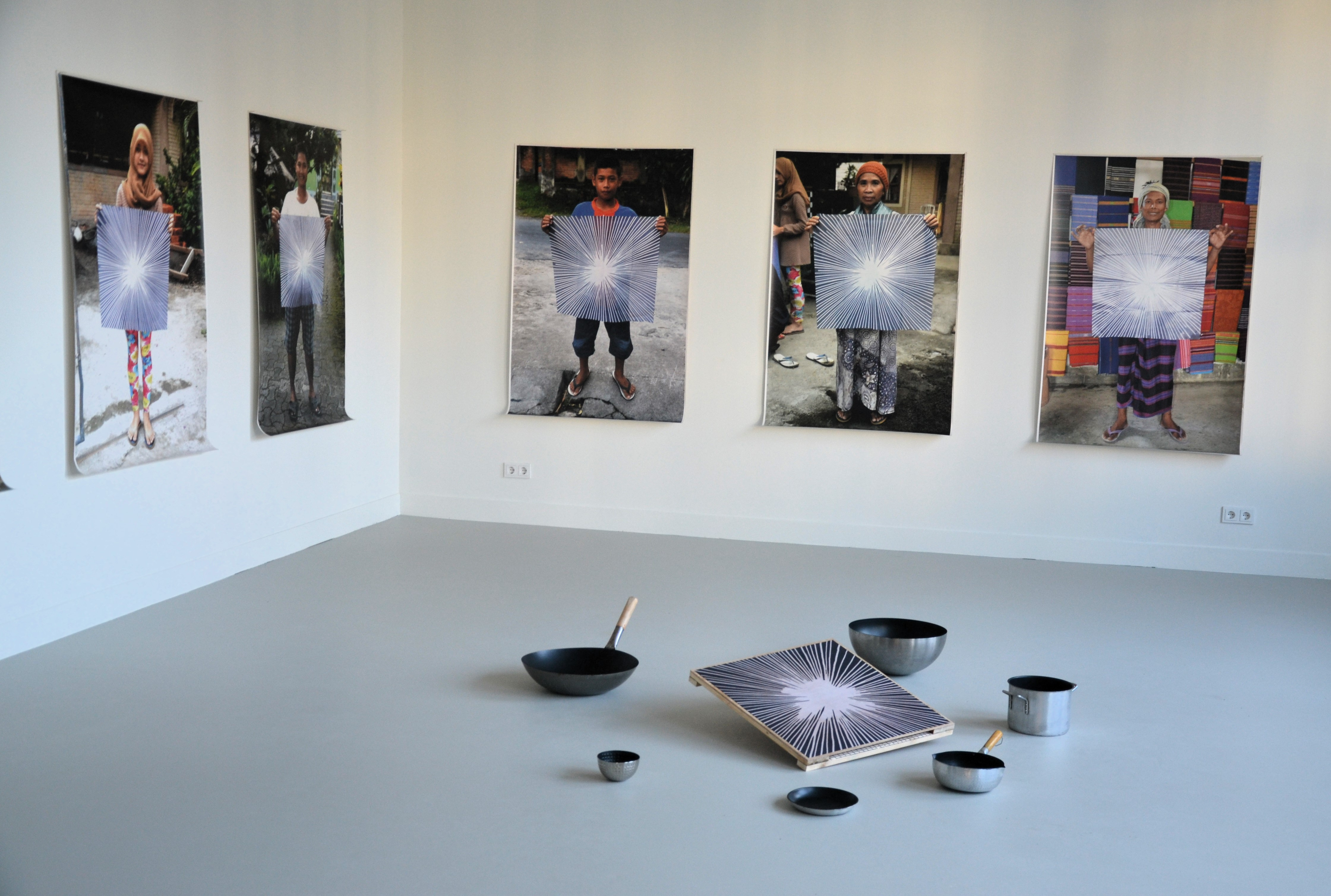
Het dagelijks leven, de dagelijkse sterren (2022), Museum Eicas Deventer

- Het dagelijks leven, de dagelijkse sterren (2022), Museum Eicas Deventer2016 Rietveld Schröder huis / Centraal Museum Utrecht
- 2016 Wall House (ontwerp: John Hejduk) / Groninger Museum
- 2027 Goede Hoop, Rijksmuseum Amsterdam
- 2018 Glow, Van Abbemuseum Eindhoven
- 2022 Het dagelijks leven, de dagelijkse sterren, Museum Eicas Deventer
- 2023 Maskers, ACEC (Centrum voor eigentijdse cultuur) Apeldoorn
- 2023 FOOTPRINT, Pécs Hongarije
- 2024 Public Space, Rozet Arnhem

## Speciale uitgaven[5]
- 1975-1982 Reflectie – Reflections, twaalfdelige serie documentatie van objecten, installaties en performances (met teksten van Toos van Kooten, Armeno Alberts, CO Jellema, Bert Schierbeek, Hans Focking/Ton Wiggers Introdans)
- 1988 Aan de leiders, leporello, uitgave Plaatsmaken Arnhem
- 2010 With & For Xiamen, Chinese European Art Centre China

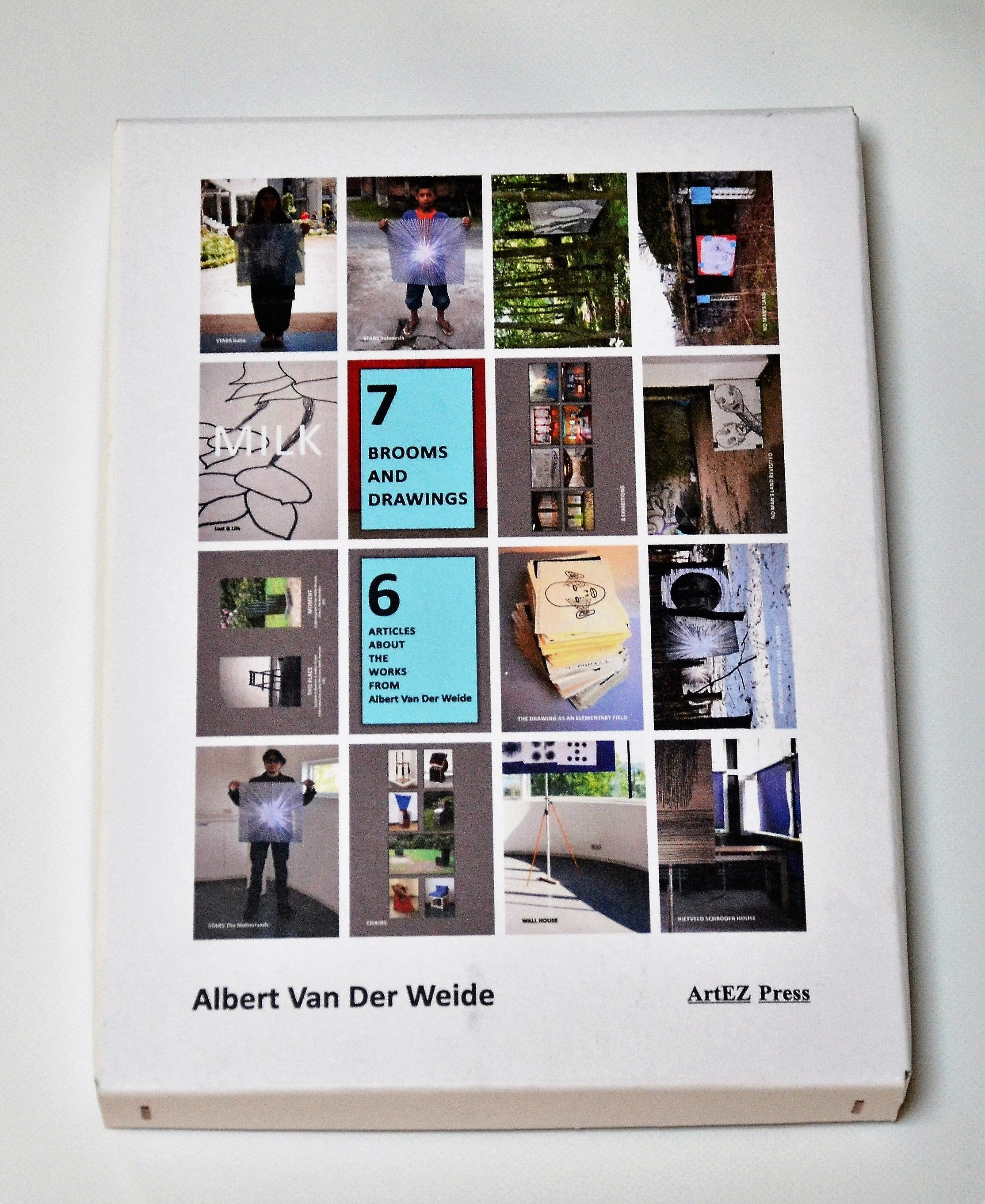
Box (2017) ArtEZ Press

- Box (2017) ArtEZ Press2017 Box 15 publicaties met bijdragen van Sjarel Ex, Franck Gribling, Paul Hefting, Sophie Zhu, ArtEZ Press
- 2022 DUO DUO, 12 publicaties ontstaan vanuit een samenwerking met Allie van Altena, Ine Dammes, burgerinitiatief Coehoorn Centraal, Frans van Nunen, Irene Companjen, Eugene Terwindt, Arno Arts, Patrick Keulemans, Franck Gribling, Anneke Savert, Seet van Hout, Peter WJ Brouwer, La Lue/Irma Witte en Henk van der Krabben, Introdans (Roel Voorintholt, Adriaan Luteijn, Yulanne de Groot en Vincenzo Turiano), Ada Dispa, Peter Krynen en Carin Unverzagt
- 2023/2024 Albert & Sonsbeek. Twee dozen met fotoreportage en columns (collectie Erfgoed Centrum Arnhem)

- Gemeinsame Normdatei: 103445885X
- International Standard Name Identifier: 0000 0000 6903 8964
- PIC: 323812
- RKD-Nederlands Instituut voor Kunstgeschiedenis: 83331
- Union List of Artist Names: 500089111
- Virtual International Authority File: 96329091
- WorldCat: E39PBJjCTYXKMHdGDtkWwcvJXd